# Чемпионат Европы по настольному теннису 1984

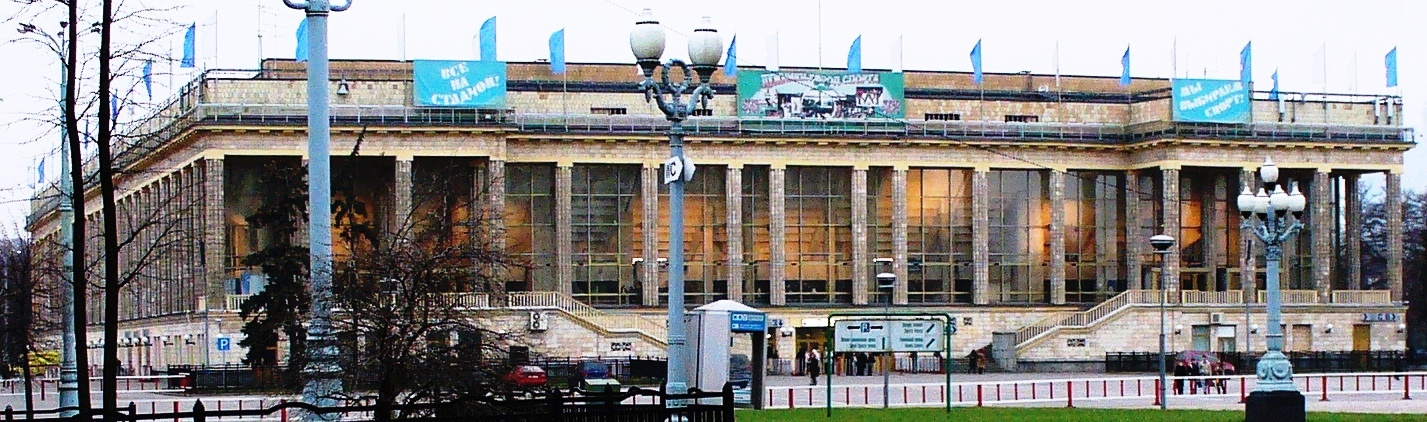
Малая Спортивная Арена Лужников

14-й Чемпионат Европы по настольному теннису проходил с 14 по 22 апреля 1984 года в Москве (СССР) на Малой спортивной арене Олимпийского комплекса «Лужники».

## Медалисты

### Мужчины
| Разряд               | Золото                                                   | Серебро                                                                 | Бронза                                                                |
| -------------------- | -------------------------------------------------------- | ----------------------------------------------------------------------- | --------------------------------------------------------------------- |
| Одиночный разряд     | Ульф Бенгтссон                                           | Анджей Грубба                                                           | Драгутин Шурбек                                                       |
| Одиночный разряд     | Ульф Бенгтссон                                           | Анджей Грубба                                                           | Андрей Мазунов                                                        |
| Парный разряд        | Драгутин Шурбек Зоран Калинич                            | Ян-Уве Вальднер Эрик Линд                                               | Ульф Бенгтссон Ульф Карлссон                                          |
| Парный разряд        | Драгутин Шурбек Зоран Калинич                            | Ян-Уве Вальднер Эрик Линд                                               | Жак Секретен Патрик Бирошо                                            |
| Командное первенство | Франция · Жак Секретен · Патрик Ренверсе · Патрик Бирошо | Польша · Анджей Грубба · Лешек Кухарски · Стефан Дрышел · Пиотр Моленда | Швеция · Ульф Карлссон · Ян-Уве Вальднер · Эрик Линд · Йёрген Перссон |

### Женщины

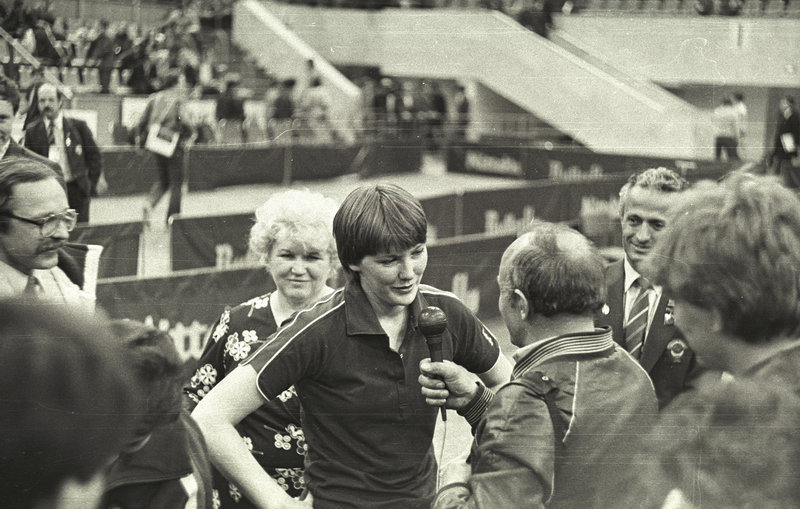
Валентина Попова на Чемпионате Европы 1984

| Разряд               | Золото                                                    | Серебро                                       | Бронза                                            |
| -------------------- | --------------------------------------------------------- | --------------------------------------------- | ------------------------------------------------- |
| Одиночный разряд     | Валентина Попова                                          | Флюра Булатова                                | Мария Грахова                                     |
| Одиночный разряд     | Валентина Попова                                          | Флюра Булатова                                | Габриэлла Сабо                                    |
| Парный разряд        | Нарине Антонян Валентина Попова                           | Бранка Батинич Гордана Перкучин               | Габриэлла Сабо Эдит Урбан                         |
| Парный разряд        | Нарине Антонян Валентина Попова                           | Бранка Батинич Гордана Перкучин               | Беттине Вризекоп Мария Грахова                    |
| Командное первенство | СССР · Нарине Антонян · Валентина Попова · Флюра Булатова | Югославия · Бранка Батинич · Гордана Перкучин | Венгрия · Эдит Урбан · Габриэлла Сабо · Жужа Олах |

### Микст
| Разряд           | Золото                        | Серебро                         | Бронза                         |
| ---------------- | ----------------------------- | ------------------------------- | ------------------------------ |
| Смешанный разряд | Жак Секретен Валентина Попова | Йиндржих Пански Бланка Шиганова | Анджей Грубба Беттине Вризекоп |
| Смешанный разряд | Жак Секретен Валентина Попова | Йиндржих Пански Бланка Шиганова | Драгутин Шурбек Бранка Батинич |